# (7956) Yaji
(7956) Yaji  es un asteroide perteneciente al cinturón  de asteroides, descubierto el 17 de diciembre de 1993 por Takao Kobayashi desde el Observatorio de Ōizumi, en Japón.

## Designación y nombre
Yaji se designó inicialmente como 1993 YH.
Más adelante fue nombrado en honor a Kentaro Yaji (n. 1966) quien es el director del Parque Cósmico Kawabe en la prefectura de Wakayama. Ha contribuido a la enseñanza y popularización de la astronomía, especialmente mejorando la observación solar comunitaria en Japón. Es miembro del equipo YOHKOH y también ha estudiado las erupciones solares observadas en rayos X y radio.

## Características orbitales
(Yaji orbita a una distancia media del Sol de 3,093 ua, pudiendo acercarse hasta 2,756 ua y alejarse hasta 3,431 ua. Tiene una excentricidad de 0,109 y una inclinación orbital de 2,474° grados. Emplea en completar una órbita alrededor del Sol 1987,33 días.
Los próximos acercamientos a la órbita de Júpiter ocurrirán el 28 de enero de 2037, el 30 de noviembre de 2046 y el 29 de junio de 2107.
Pertenece a la familia de asteroides de (24) Themis.

## Características físicas
Su magnitud absoluta es 13,52. Tiene 10,910 km de diámetro. Su albedo se estima en 0,078.